# José Félix Sáenz Lorenzo
José Félix Sáenz Lorenzo (Zaragoza, 27 de agosto de 1946 - id. 7 de enero de 2011) fue un matemático y político español, director del Instituto de Biocomputación y Física de Sistemas Complejos (BIFI).

## Biografía
Licenciado en Ciencias en 1968 por la Universidad de Zaragoza y doctor desde 1973, fue profesor visitante en la Universidad de Princeton, profesor de Matemática Aplicada en la Universidad de Zaragoza, miembro del proyecto Regional Innovation Strategies (RIS) de la Unión Europea, 
miembro del Consejo Económico y Social de Aragón, del Consejo de Gobierno y del Consejo Social de la Universidad de Zaragoza y, finalmente, director del Instituto de Biocomputación y Física de Sistemas Complejos (BIFI) desde su fundación en 2002 hasta su fallecimiento.
Fue uno de los miembros del Partido Socialista Obrero Español (PSOE) que participaron en la refundación del Partido de los Socialistas de Aragón (PSA-PSOE) durante el tardofranquismo (1974), junto con su hermano Alfonso (que luego sería diputado en las Cortes de Aragón y senador), Antonio Piazuelo, el doctor Armando Peruga y Luis Fernández Ordóñez, entre otros. Figura clave en la Transición política en Aragón, fue secretario general de los socialistas aragoneses de 1988 a 1992, y por un breve periodo en 1995. Después fue elegido presidente de la federación provincial socialista de Zaragoza. Obtuvo escaño como diputado en el Congreso en las elecciones generales de 1979, y lo renovó durante las siguientes cuatro convocatorias electorales (1982, 1986, 1989, 1993). Miembro de la Mesa de Parlamentarios encargada de la redacción del Estatuto de Autonomía de Aragón, presidió la Comisión de investigación del denominado caso Renfe, relativo a un fraude en la venta de terrenos a dicha empresa.
En el terreno político fue considerado un referente del socialismo aragonés y en el ámbito profesional y académico era reconocida su competencia, capacidad de trabajo y el compromiso con la universidad y la investigación.